# Policía Nacional Civil

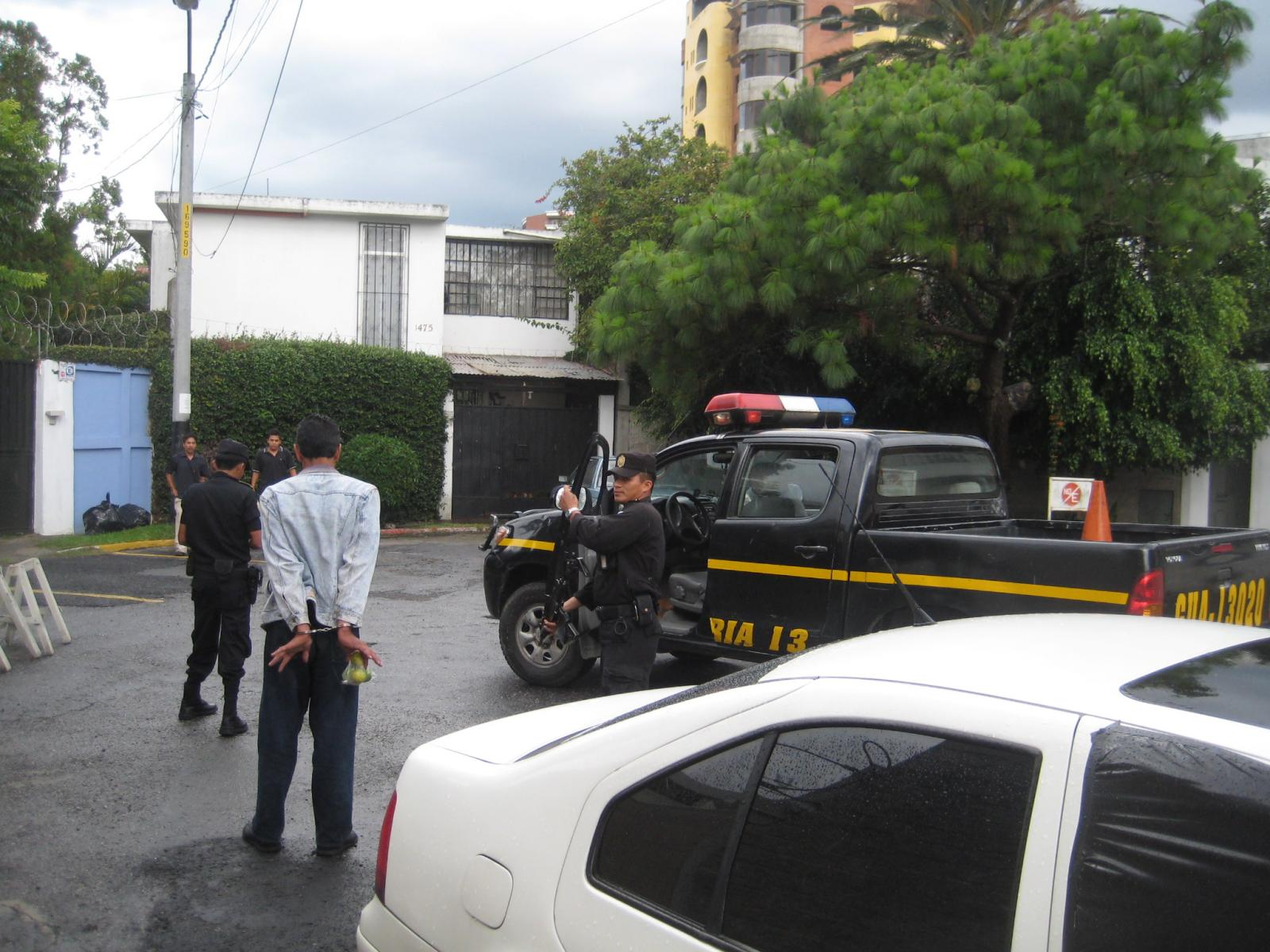
Beamten der Policía Nacional Civil im Einsatz bei der Festnahme eines Verdächtigen

Die Policía Nacional Civil (PNC) ist die nationale und zivile Polizei Guatemalas. Sie wurde auf der Grundlage des Friedensabkommens von 1996 (Ende des Bürgerkriegs) im Jahr 1997 gegründet und die frühere Policía Nacional und die paramilitärische Guardia de Hacienda (Finanzpolizei) aufgelöst.  Im Jahr 2019 verfügte sie über rund 30.000 Beamte und Beamtinnen.
Auf Grund der sehr kritischen Sicherheitslage patrouilliert diese nationale Polizei oft zusammen mit Soldaten der Armee in gemeinsamen Streifen. Die Soldaten tragen in diesen Fällen Armbinden mit der Aufschrift SC – Seguridad Ciudadana. Dabei handelt es sich jedoch nicht um eine zusätzliche Gendarmerietruppe, sondern um reine Unterstützungskräfte, die von der Armee zeitweise zur Verfügung gestellt werden.
Neben der nationalen Polizei PNC gibt es noch die kommunale Policia Municipal de Transito (PMT), die vor allem für die Regelung des örtlichen Verkehrs zuständig ist. Auf überregionalen Strecken ist die neue Protección Vial – Provial für die Bekämpfung von Straßenräubern u. ä. zuständig.
Guatemala hat 2005 die gesetzlichen Grundlagen für den Aufbau eines zivilen Nachrichtendienstes geschaffen, der die Nachrichtendienste des Militärs und des Amts des Staatspräsidenten bei der Aufklärung der Organisierten Kriminalität (inklusive Jugend-Gangs) und des Drogenhandels ablösen wird. Dabei wird für die neue Dirección General de Inteligencia Civil (DIGIC) das Trennungsgebot zwischen Polizei und Nachrichtendienst Anwendung finden.